# Audrey Williamson
Audrey Williamson (Reino Unido, 28 de septiembre de 1926-29 de abril de 2010) fue una atleta británica, especialista en la prueba de 200 m en la que llegó a ser subcampeona olímpica en 1948.

## Carrera deportiva
En los JJ. OO. de Londres 1948 ganó la medalla de plata en los 200 metros, corriéndolos en un tiempo de 25.1 segundos, llegando a meta tras la neerlandesa Fanny Blankers-Koen (oro con 24.4 segundos) y por delante de la estadounidense Audrey Patterson (bronce).